# Schachinger Logistik
Die Schachinger Logistik GmbH ist eine österreichische Logistikfirma.

## Geschichte
Schachinger Logistik wurde im Jahr 1939 in Oberösterreich durch Maximilian Schachinger gegründet. Seit der Gründung ist das Unternehmen zu 100 Prozent im Eigentum der Familie Schachinger. Nach vielen erfolgreichen Jahren hat sich Maximilian Schachinger aus der Führung des Unternehmens zurückgezogen. Das Logistikunternehmen wird nun seit einigen Jahren von Roland Glöckl und Peter Overkamp geführt.
Seit 1988 ist die Gesellschaft Gesellschafter der DPD Austria.